# Bamendzi
Bamendzi est un village Bamiléké situé dans la commune de Bafoussam I dans le département de la Mifi  (Région de l'Ouest (Cameroun). Il couvre également plusieurs quartiers de la ville de Bafoussam.

## Administration
Bamendzi II est le siège d'un centre d'état-civil secondaire de la commune de Bafoussam I.

## Chefferies traditionnelles
Le quartier compte sept des 41 chefferies traditionnelles de 3e degré de l'arrondissement de Bafoussam I : Bamendzi 1, Bamendzi 1 Bis, Bamendzi 2, Bamendzi 3, Bamendzi Ville A, Bamendzi Ville B, Bamendzi King Place.

## Sports
Le Stade municipal de Bamendzi a une capacité de 2 000 places.